# Comaroma
Comaroma là một chi nhện trong họ Anapidae.